# Maryanthe Malliaris
Maryanthe Elizabeth Malliaris (, ) é uma matemática estadunidense, professora da Universidade de Chicago, que trabalha com teoria dos modelos.
Maryanthe Malliaris é filha do professor de economia na Loyola University in Chicago A. G. (Tassos) Malliaris e da também professora na mesma universidade Mary Malliaris. Estudou na Universidade Harvard com um bacharelado em 2001 e obteve um doutorado em 2009 na Universidade da Califórnia em Berkeley, orientada por Thomas Warren Scanlon, com a tese Persistence and Regularity in Unstable Model Theory. É professora associada na Universidade de Chicago.
Recebeu com Saharon Shelah a Hausdorff Medal da European Set Theory Society. Recebeu o prêmio pela prova de dois problemas fundamentais abertos a longo tempo em teoria dos conjuntos e teoria dos modelos.
Em 2017 esteve no Instituto de Estudos Avançados de Princeton. Foi palestrante convidada do Congresso Internacional de Matemáticos no Rio de Janeiro (2018: Model theory and ultraproducts).

## Publicações selecionadas
- Hypergraph sequences as a tool for saturation of ultrapowers, J. Symb. Logic, Volume 77, 2012, p. 195–223
- Independence, order, and the interaction of ultrafilters and theories, Ann Pure Appl Logic, Volume 163, 2012, p. 1580–1595.
- com Shelah: A dividing line within simple unstable theories, Advances in Mathematics, Volume 249, 2013, p. 250–288, Arxiv
- com Shelah: Regularity lemmas for stable graphs, Trans. Amer. Math Soc, Volume 366, 2014, p. 1551–1585, Arxiv
- com Shelah: Constructing regular ultrafilters from a model-theoretic point of view, Trans. Amer. Math. Soc., Volume 367, 2015, p. 8139–8173, Arxiv
- com Shelah: Keislers order has infinitely many classes, Arxiv 2015